# Венеційський гроссо
Венеційський гроссо (лат. grossus venetianus, італ. grosso veneziano), товстий денарій (лат. denarius grossus; італ. denaro grosso), срібний дукат або матапан (згідно деяких даних, ця назва походить від арабського «mautaban», або «сидячий Христос») — срібна монета, вперше випущена у Венеції в 1193-94 роках за часів дожа Енріко Дандоло. Венеційський гроссо став першою масовою срібною монетою, що з'явилась в Європі за 400 років після появи каролінзького денарія і здійснив важливий вплив на грошовий обіг усієї середньовічної Європи, ставши новим зразком торгової срібної монети. Перші монети важили 2,18 грама, містили 98,5 % чистого срібла і оцінювалась в 26 старих «тонких» венеційських денаріїв (нащадків каролінзького денарія).
В XIII столітті венеційське гроссо стало стандартною торговою монетою, що призвело до появи численних послідовників як в Італії так і в іншій Європі, таких як гроссо італійських міст, гро турнуа у Франції, грош в Богемії, грошен в Німеччині та гроут в Британії, назви яких також походять від латинської назви denarius grossus («товстий денарій»).
В 1284 році у Венеції почали карбувати золоті монети, що отримали назву дукат. Зовнішнє оформлення золотих дукатів було подібне до оформлення венеційського гроссо, через що останнє отримало назву «срібний дукат».
В 1332 в обіг був введений сольдо, рівний 12 пікколо (малих або "тонких" денарііїв), який поступово повністю витіснив гроссо. Карбування класичного венеційського гроссо було припинене за часів павління дожа Андреа Дандоло (1343—1354). Після відновлення карбування монети за дожа Андреа Контаріні у 1367 році, вміст срібла в монеті був зменшений і продовжував зменшуватись надалі, аж поки у 1471 році за дожа Крістофоро Моро не викарбували останній венеційський гросетто, що важив лише 0,45 грама.

## Передумови появи нової монети

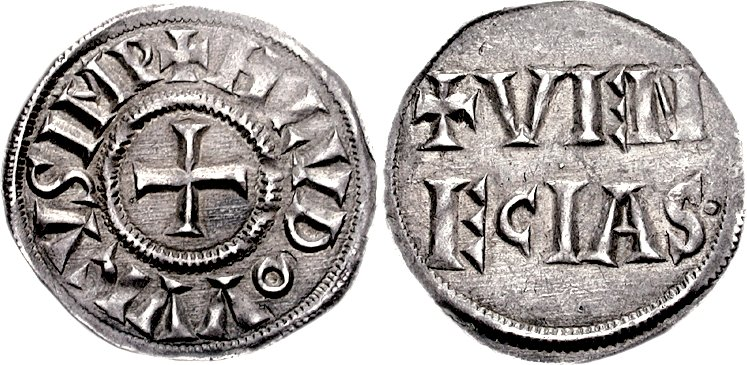
Венеційський денаро (денарій), викарбований за часів імператора Людовика Благочестивого (819—822) 1.61 g, 9h

Доба відродження XII століття принесла в Європу заможність та більш складні економічні моделі, але європейські країни продовжували використовувати сильно девальвовані залишки каролізької монетної системи, запровадженої Карлом Великим ще в кінці VIII століття. З того часу і до кінця XII століття, головними і мало не єдиними монетами, що карбувалась в Європі, були місцеві аналоги каролінзького денарія — дрібні срібні монети, вміст срібла в яких неухильно знижувався. Венеція карбувала власні срібні денарії на основі веронського імперського денарія, який важив менше півграма і містив лише 25 % чистого срібла. Для усіх внутрішніх транзакцій у Венеції місцеві денарії використовувались разом із їх веронськими аналогами, допоки близько 1183 року, після укладання Константського миру між Фрідріхом Барбароссою та Ломбардською лігою, Верона не припинила карбувати імперський денарій, що унеможливило продовження цієї практики. Для зовнішньої торгівлі венеційські купці віддавали перевагу візантійській монеті або монетам Єрусалимського королівства хрестоносців. Але захоплення Єрусалиму та більшої частини королівства Салах ед Діном у 1187 році, разом зі стрімкою девальвацією в другій половині XII століття візантійського срібного аспрона, також зробили продовження цієї практики майже неможливим.
В інших країнах Західної Європи ситуація з монетою була схожою. Повсюдно карбувався каролінгський денарій, який був єдиною європейською монетою протягом чотирьохсот років і який протягом цього часу неухильно погіршувався у вазі та якості. В другій половині XII століття було зроблено кілька спроб зупинити девальвації каролінзького денарія. В Ломбардії, у захопленому ним Мілані, імператор Фрідріх Барбаросса в 1162 році викарбував імперські денарії, що були за вагою вдвічі важчі за їх попередні міланські аналоги. Стабільна вага та вміст срібла англійського стерлінга (так званий «короткохрестовий» денарій або пенні) який Генріх II почав карбувати у 1180 році, зробила його популярною торговою валютою в Північній Європі. В 1178 році Генуя, постійний торговий конкурент Венеційської республіки першою почала карбувати нову срібну монету, що отримала назву «товстий денарій» (denaro grosso) або скорочено — гроссо. Генуезьке гроссо важило 1,4 гр, містило 95,8 % чистого срібла та дорівнювалось 4-м старим генуезьким «тонким денаріям» (або 80.5 гр. чистого срібла у лірі).

## Опис

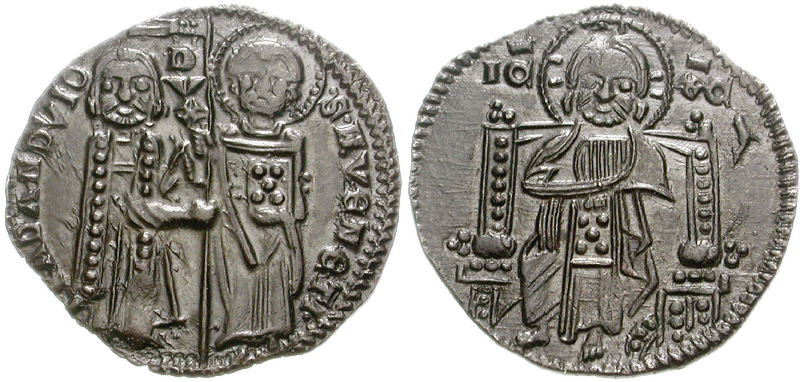
Гроссо Франческо Дандоло, 1328—1339

Справжній прорив як новий європейський стандарт для торгової срібної монети зробила монета з чистого срібла під назвою «товстий денарій» (denaro grosso) або гроссо, яку стали карбувати у Венеційській республіці за часів дожа Енріко Дандоло.
Нова венеційська монета важила 2,2 грама і містила 98,5 % чистого срібла, найвищу можливу пробу, яку дозволяла середньовічна металургія. Спочатку нова венеційська монета називалась дукат (ducatus - «монета дожа»), але більш відома вона стала під назвою гроссо або матапан (від matapano — мусульманського терміну, що описував характерну сидячу фігуру Ісуса на її реверсі). Зображення на гроссо походять від печатки дожа та зображення на візантійському аспроні. На аверсі зображені в повний зріст фігури дожа та святого Марка, покровителя Венеції. Дож отриує прапор-гонфалон від святого і приносить «присягу дожа». Енріко Дандоло, який запровадив гроссо був першим дожем, що склав цю знамениту коронаційну присягу. На аверсі легенда ліворуч вказує ім'я дожа з його титулом DVX (dux — герцог або дож), а легенда праворуч вказує святого SM VENETI, тобто Святий Марк венеційський. На реверсі зображено в профіль Христа, що сидить на троні. Легенда містиь його скорочене грецьке ім'я як IC XC.
На обох сторонах монети нанесено бордюр з бісеру, що перешкоджав зрізанню срібла з краю монети. Як додатковий захід безпеки, дож Якопо Тьєполо додав на нові монети певні знаки, спочатку у вигляді зміни пунктуації в легенді на аверсі, а пізніше невеликі позначки біля ніг Христа на реверсі, які ідентифікували майстра монетного двору, відповідального за випуски. Але, за винятком оновлення імені дожа та додавання реверсу легенди, TIBI LAVS 3 GLORIA, авторства дожа Мікеле Стено, не було значних змін у гросо протягом ста п'ятдесяти років. Дійсно, близько 1237 року коронаційна клятва дожа включала обіцянку, що він не змінюватиме монети без дозволу ради.

## Історія

### Поява
Найдавніший збережений письмовий звіт про введення венеційського гроссо Енріко Дандоло пов'язує його з підготовкою Четвертого хрестового походу в 1202 році, що традиційно пояснюється надходженням значної кількості срібла за оплату оренди венеційських кораблів, які перевозили хрестоносців. Дослідники вважають, що Енріко Дандоло міг розпочати карбування венеційського гросо раніше, вже в 1193—1194 роках, але саме приплив срібла, яким європейські хрестоносці оплачували оренду венеційських кораблів призвів до його першого карбування у великих масштабах.
Протягом XIII століття вага і проба срібла у венеційському гроссо залишалась стабільною, що зробило його дуже популярною монетою для торгових розрахунків.

### Гроссо у XIV і XV століттях
З початком карбування в 1284 році золотих цехінів, значення гроссо як монети для міжнародної торговлі впало. Між 1340 і 1370 роками заборона на експорт некарбованого срібла з Богемії і наступне підвищення цін на цей метал, змусило більшість дожів припинити випуск срібного гроссо, а інших карбувати лише їх обмежену кількість.
В 1332 в обіг був введений сольдо, рівний 12 пікколо (малих або "тонких" денарііїв), який поступово повністю витіснив гроссо. Карбування класичного венеційського гроссо було припинене за часів павління дожа Андреа Дандоло (1343—1354).  Коли дож Андреа Контаріні (1367—1382) відновив карбування гроссо у 1367 році, вміст срібла в монеті був зменшений і продовжував зменшуватись надалі. Контаріні також вніс деякі стилістичні зміни в зовнішній вигляд монети. Іконографія була додатково змінена дожем Антоніо Веньєром, який карбував гроссо з ще меншим вмістом срібла між 1382 і 1400 роками. Гроссо було додатково знецінено, зменшивши його вагу в 1423 році дожем Франческо Фоскарі, він змінив назву на «гроссетто» і продовжував карбувався в такому вигляді до 1471 року коли за дожа Крістофоро Моро не викарбували останній венеційський гроссо вагою 0,45 грама.

## Основні типи венеційського гроссо
| Зображення    | Напис | Напис | Роки карбування монет | Параметри   | Параметри | Параметри    |
| Зображення    | Аверс | Реверс | Роки карбування монет | Вага монети | Діаметр   | Склад        |
| ------------- | --- | --- | --------------------- | ----------- | --------- | ------------ |
| Гроссо Тип i  | • io • danvul' • dvx • s • m • veneti • навколо дожа Джованні Дандоло, який разом із Сан-Марко тримає трихвостий герцогський прапор | Христос Пантократор сидить на троні, увінчаний заштрихованим написом ic xc                                  | 1192 — 1356           | 2,3 гр      | 21 мм     | Срібло 965 ‰ |
| Гроссо Тип II | andr ctaren • dvx • s • m • veneti • навколо дожа Андреа Контаріні, який, обличчям до святого Марка та прикрашений герцогським рогом, тримає разом із ним трихвостий герцогський прапор                                                                                        | Христос Пантократор сидить на троні, увінчаному накладеним шрифтом ic xc і оточеним п'ятикутною зіркою та f | 1367 — 1382           | 1,95 гр     | 21 мм     | Срібло 952 ‰ |
| Гроссо Тип II | anto: venerio • dvx • s m veneti • навколо дожа Антоніо Веньєра, який, обличчям до Сан-Марко та прикрашений герцогським рогом, тримає трихвостий герцогський прапор разом із ним, двоє знаходяться між двома шестикутними зірками                                              | • i • gloria • • + • tibi • lavs • навколо Христа Пантократора, що сидить на троні                          | 1382 — 1400           | 1,9 гр      | 21 мм     | Срібло 912 ‰ |
| Гроссетто     | fra foscari • dvx • s m veneti • навколо дожа Франческо Фоскарі, який, обличчям до Сан-Марко та прикрашений герцогським рогом, тримає разом із собою трихвостий герцогський прапор, обидва знаходяться між літерами n c, які вказують на майстра монетного двору Натале Корнер | • i • gloria • • + • tibi • lavs • навколо Христа Пантократора, що сидить на троні                          | 1423 — 1471           | 1,4 гр      | 19 мм     | Срібло 912 ‰ |

## Вплив венеційського гроссо

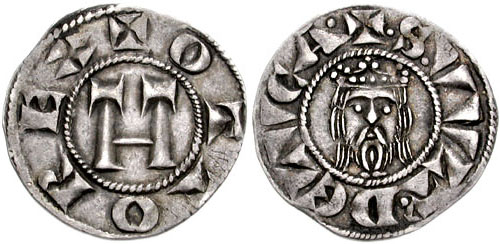
Гроссо Луканської республіки (1198—1209), 20 мм, 1.76 г, 6h

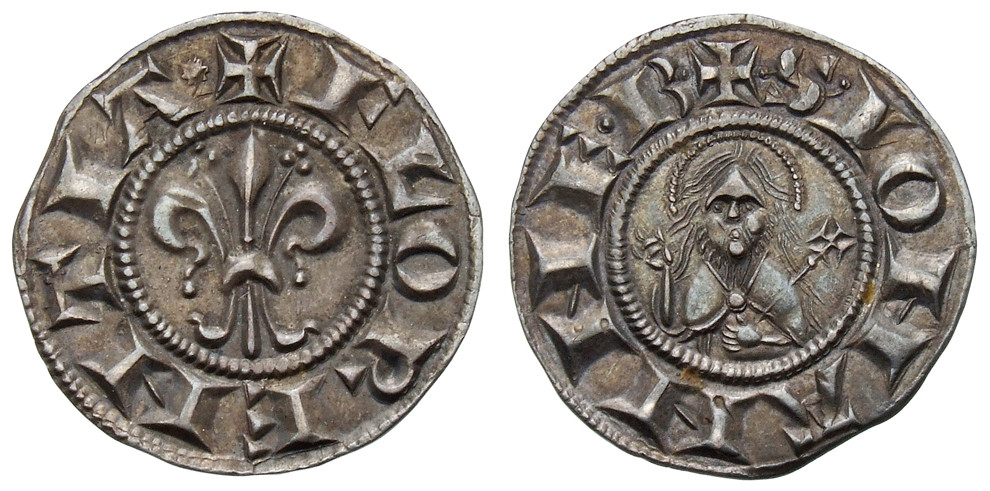
Флорентійський гроссо (1250—1260 рр), 1,7 г.

Інші італійські монетні двори наслідували приклад Венеції, випустивши власні гроссі. Хоча до 1230 року монети зі щирого срібла, вага яких приблизно дорівнювала венеційському гроссо з'явились у Вероні, Болоньї, Реджо, Пармі, Павії та Анконі, а в середині XIII століття гроссо почав карбувати і Римський сенат, саме венеційське гроссо стало основною торговою валютою. Дійсно, у XIII столітті Мартіно да Канале стверджував, що венеційське гроссо «поширене в усьому світі через його хорошу якість».

Популярність венеційського гроссо викликало імітації та підробки, особливо на Балканах. У 1282 році Венеція наклала обмеження на свої володіння в Далмації, заборонивши використання місцевих копій гроссо. В 1304 році у Візантійській імперії почали карбувати срібну монету базилікон, чия вага та вміст срібла робили його по суті взаємозамінним з венеційським гроссо. Зовнішнє оформлення базилікона також дуже нагадувало венеційський гроссо.

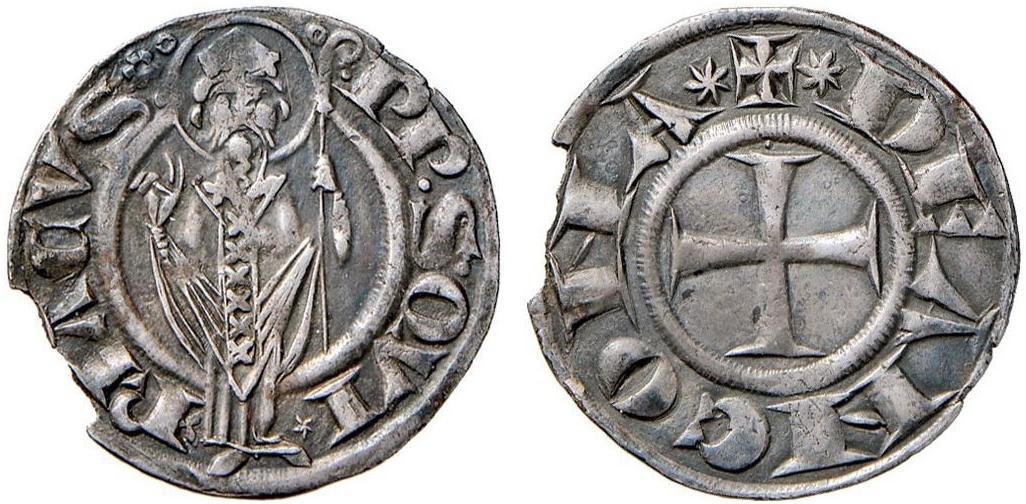
Гроссо агонтано, що карбувалось в Анконській республіці в XIII—XIV ст.

Більше того, венеційське гроссо є найвидатнішою точкою поділу між системою карбування монет Західної Європи, заснованою на каролінзькому денарії, та епохою більших срібних монет, яку називають добою гроша. Подібно до венеційських гроссо, монети типу грош не мали назв чи написів, які передбачають фіксовану вартість у прийнятих тоді грошових розрахункових одиницях, таких як ліра, сольдо та денаро (або фунт, шилінг і пенс), у яких велися рахунки. Це дозволило уряду маніпулювати вартістю своїх монет і використовувати це як інструмент фіскальної політики.